# گرند اکرز (تگزاس)
گرند اکرز (به انگلیسی: Grand Acres) یک منطقهٔ مسکونی در ایالات متحده آمریکا است که در شهرستان کمرون، تگزاس واقع شده‌است. گرند اکرز ۱٫۲ کیلومتر مربع مساحت و ۴۹ نفر جمعیت دارد و ۱۵ متر بالاتر از سطح دریا واقع شده‌است.